# Roman Leitner
Roman Leitner (* 23. září 1976) je bývalý český fotbalista, obránce.

## Fotbalová kariéra
V české lize hrál za FC Slovan Liberec. Nastoupil ve 2 ligových utkáních. V nižších soutěžích hrál za FK Mladá Boleslav, SK Spolana Neratovice, PFC Český Dub, FK Varnsdorf, FK Admira Praha a FK Arsenal Česká Lípa.

## Ligová bilance
| Ročník                          | Zápasy | Góly | Klub                  |
| ------------------------------- | ------ | ---- | --------------------- |
| 1. česká fotbalová liga 1995/96 | 1      | 0    | FC Slovan Liberec     |
| 1. česká fotbalová liga 1996/97 | 1      | 0    | FC Slovan Liberec     |
| 2. česká fotbalová liga 1998/99 | 21     | 1    | FK Mladá Boleslav     |
| 2. česká fotbalová liga 2000/01 | 15     | 3    | SK Spolana Neratovice |
| CELKEM 1. liga                  | 2      | 0    |                       |